# Syrrhoites serratus
Syrrhoites serratus är en kräftdjursart som först beskrevs av Georg Ossian Sars 1879.  Syrrhoites serratus ingår i släktet Syrrhoites, och familjen Synopiidae. Arten är reproducerande i Sverige.